# Савельев, Илья Евгеньевич
Илья Евгеньевич Савельев (род. 7 июля 1971 года, Москва, СССР) — российский волейболист, доигровщик, игрок сборной России в 1993—2002 годах, серебряный призёр Олимпийских игр 2000, заслуженный мастер спорта России.

## Достижения

### Со сборной России
- Серебряный призёр XXVII Олимпийских игр в Сиднее (2000).
- Обладатель Кубка мира: 1999.
- Серебряный призёр Мировой лиги: 1993 и 2000.
- Бронзовый призёр Мировой лиги: 2001.
- Бронзовый призёр Чемпионата Европы:1993.

### С клубами
- Серебряный призёр Чемпионата России (1992/1993).
- Серебряный призёр Кубка России (2006).

## Награды и звания
- Заслуженный мастер спорта России (2000 год)